# Rulleski
Rulleski er en idrætsdisciplin med oprindelse i "sneski". Rulleski måler ca. 55-75 cm i længden, har et hjul i hver ende af skiene. Rulleski er oftest fremstillet af glasfiber, aluminium eller carbon, mens hjulene er af  gummiblanding. Der benyttes samme princip for sko og bindinger som på langrendsski.
Stavene bør have samme længde som til langrend, men spidserne skal være lavet af hærdet stål med henblik på at nedsætte slitagen samt sikre tilstrækkeligt "greb", når der løbes på asfalt. I forbindelse med træning og konkurrence kan der anvendes forskellige former for beskyttelsesudstyr, såsom hjelm, knæbeskyttere, albuebeskytter og bukser med med stødabsorberende indlæg. Tøj/sko med reflekser yder en sikkerhedsmæssigt forebyggelse, hvis der skal trænes i trafikken.
Nordmænd, svenskere, italienere og tyskere har i mange år domineret sporten.

## Historie
De første rulleski blev konstrueret i 1930'erne i Italien og Nordeuropa. I starten af 1950'erne, da langrend begyndte at udvikle sig til en seriøs konkurrencesport, steg nødvendigheden af god, solid sommertræning. Frem til midten af 1970'erne blev der eksperimenteret mange steder i verden med forskellige modeller og konstruktioner. I 1970'erne fremkom en vis form for standard med ét hjul foran og to hjul bagved og de første egentlige konkurrencer på rulleski blev en realitet.
Introduktionen af skøjteteknikken i langrend, førte til konstruktionen af de første rulleski med to relativt smalle hjul.
Træningen og konkurrencerne udviklede sig til en selvstændig disciplin og internationalt omkring år 1985 stiftedes European Rollerski Federation, hvorefter det første EM blev afholdt i Holland i 1988. Væksten i idrætten/sporten førte til, at FIS (Federation Internationale de Ski) optog disciplinen som sport under deres organisation. De første World Games blev afholdt i 1993 og siden 2000 har der været afholdt World Cup hvert år og nogle enkelte Verdensmesterskaber. Italienere, tyskere, svenskere og russere har domineret sporten ved disse arrangementer.

## Stilarter
Der findes rulleski beregnet til skøjtestil og klassisk stil eller «kombi»-ski. Klassisk-skiene har en mekanisme, der forhindrer skiene i at trille bagud. Skøjterulleskiene har typisk tyndere hjul med større hjuldiameter for at optimere skøjteteknikken. Desuden kan der anvendes hjul med ulige rullemodstand for at kunne tilpasse forskellige behov. Nogle er interesseret i konkurrence, hvor det er vigtigt med lille rullemodstand, mens øvrige er optaget af træningseffekten og vil dermed have hjul med større rullemodstand. Rulleski kræver balance- samt koordinationstræning og træningseffekten på kredsløbet er højt, hvis der holdes passende kadence. På flad vej er det mest overkroppen og armene der bliver trænet ved hjælp af dobbeltstavtag, mens op ad bakke trænes benmuskulaturen i højere grad ved hjælp af diagonalgang.
At løbe på rulleski minder meget om at stå på langrend. Der benyttes samme teknik, og det er de samme krav som stilles, tyngdepunktet er dog højere på rulleski, hvilket har indvirkning på balancen. Bremsning på rulleski kan fpr eksempel ske ved hjælp af "plove"-teknikken, hvorved hastigheden begrænses.

## Rulleski i Danmark
Afhængig af konstruktion anvendes rulleski på asfalt, skovstier, etc.
Danske ski- og rulleskiklubber tilbyder rulleskitræning og Danmarks Skiforbund arrangerer løbende kurser og træning i rulleski. Der afholdes danske mesterskaber hvert år og både øst og vest for Storebælt arrangeres der cup-turnering. Der konkurreres i både kort og lang distance og fri/klassisk stil. Danmark har tidligere haft rulleskiløbere, som kunne begå sig blandt verdenseliten.[kilde mangler]

## Danske resultater
| År   | Navn               | Event                          | Placering |
| ---- | ------------------ | ------------------------------ | --------- |
| 2003 | Thomas Hebsgaard   | World Cup, senior men          | 15        |
| 2003 | Sebastian Sørensen | World Cup, junior men          | 7         |
| 2003 | Kristan Wulff      | World Cup, ungdom              | 10        |
| 2002 | Sune Thomsen       | World Cup, senior men          | 8         |
| 2002 | Sune Thomsen       | World Championship, senior men | 9         |
| 2002 | Sebastian Sørensen | World Cup, ungdom              | 4         |
| 2004 | Kristian Wulff     | World Cup, junior men          | 13        |
| 2001 | Danmark            | World Cup, holdkonkurrence     | 5         |
| 2001 | Sune Thomsen       | World Cup, senior men          | 9         |
| 2001 | Thomas Hebsgaard   | World Cup, junior men          | 1         |
| 2001 | Troels Bünger      | World Cup, junior men          | 4         |
| 2000 | Sune Thomsen       | World Cup, senior men          | 11        |
| 2000 | Danmark            | World Cup, holdkonkurrence     | 6         |
| 1998 | Charlotte Klein    | World Cup, senior women        | 5         |
| 1998 | Lene Pedersen      | World Games, junior women      | 6         |
| 1997 | Sune Thomsen       | World Games, senior men        | 6         |
| 1997 | Esben Thomsen      | World Games, junior men        | 2         |